# La ritornata di Londra
La ritornata di Londra és una òpera en tres actes composta per Domenico Fischietti sobre un llibret italià de Carlo Goldoni. S'estrenà al Teatro San Samuele de Venècia el 7 de febrer de 1756. A Catalunya s'estrenà el maig de 1761 al Teatre de la Santa Creu de Barcelona. L'obra devia tenir un èxit notable perquè torna a ésser posada en escena uns anys més tard, el 1769.